# Gelasimus vomeris
Gelasimus vomeris is een krabbensoort uit de familie van de Ocypodidae. De wetenschappelijke naam van de soort werd in 1920 gepubliceerd door Jerome McNeill.